# Pterotaea campestraria
Pterotaea campestraria är en fjärilsart som beskrevs av Mcdunnough 1941. Pterotaea campestraria ingår i släktet Pterotaea och familjen mätare. Inga underarter finns listade.